# Schweizer Futsalmeisterschaft 2021/22
Die 16. Schweizer Meisterschaft im Futsal begann am 4. September 2021 und endete am 8. Mai 2022.
Aufgrund der nach nur zwei Spielen abgebrochenen Schweizer Futsalmeisterschaft 2020/21 gab es keine Änderungen an der Ligazusammensetzung. Futsal Minerva dominierte die Qualifikation sowie auch die Playoffs und wurde ungeschlagen Meister. Das war der fünfte Titel des Rekordmeisters. Das Futsal-Team Fribourg Old Fox belegte den letzten Platz und stieg das erste Mal in der Vereinsgeschichte in die Swiss Futsal Second League ab.
Nach der Schweizer Futsalmeisterschaft 2016/17 wurde der Captain der Schweizer Nationalmannschaft Evangelos Marcoyannakis (Futsal Minerva) mit 29 Treffern Torschützenkönig. Er liess Edis Colic (FC Uetendorf) und Simon Gössi (Mobulu Futsal Uni Bern) hinter sich (beide mit 26 Toren).

## Swiss Futsal Premier League – 2021/22
Zum ersten Mal konnte der neue Modus zu Ende gespielt werden. Die besten acht Teams qualifizierten sich für die Playoffs, die im Best-of-Three-Modus stattfanden. Der Neuntplatzierte spielte gegen den Finalverlierer der Second League in Hin- und Rückspiel den Klassenerhalt aus, während der Zehntplatzierte direkt abstieg.

### Qualifikation Swiss Futsal Premier League
|     | Verein                                      | R  | S  | U | N  | Tore    | Diff. | Punkte |
| --- | ------------------------------------------- | -- | -- | - | -- | ------- | ----- | ------ |
| 1.  | Futsal Minerva (M)                          | 18 | 17 | 1 | 0  | 149:51  | +98   | 52     |
| 2.  | Futsal Maniacs                              | 18 | 12 | 1 | 5  | 88:53   | +35   | 37     |
| 3.  | Geneva Futsal                               | 18 | 11 | 1 | 6  | 114:103 | +11   | 34     |
| 4.  | Mobulu Futsal Uni Bern                      | 18 | 8  | 3 | 7  | 90:67   | +23   | 27     |
| 5.  | Uni Futsal Team Bulle                       | 18 | 8  | 1 | 9  | 81:92   | −11   | 25     |
| 6.  | FC Uetendorf                                | 18 | 7  | 0 | 11 | 124:152 | −28   | 21     |
| 7.  | FC Wil 1900 Futsal (damals FC Uzwil Futsal) | 18 | 5  | 3 | 10 | 100:109 | −9    | 18     |
| 8.  | Union 7 Futsal Club Zürich                  | 18 | 5  | 3 | 10 | 82:106  | −24   | 18     |
| 9.  | Friends United                              | 18 | 5  | 1 | 12 | 91:147  | −56   | 16     |
| 10. | Futsal Team Fribourg Old Fox                | 18 | 4  | 2 | 12 | 84:123  | −39   | 14     |

| Legende | Legende       |
| ------- | ------------- |
|         | Viertelfinals |
|         | Barrage       |
|         | Abstieg       |
| (M)     | Meister       |

|     | Team                         | Minerva | Maniacs | Geneva | Mobulu | Bulle | Uetendorf | Wil  | Union | Friends | Old Fox |
| --- | ---------------------------- | ------- | ------- | ------ | ------ | ----- | --------- | ---- | ----- | ------- | ------- |
| 1.  | Futsal Minerva (M)           |         | 6:1     | 6:4    | 6:5    | 5:2   | 12:2      | 7:4  | 10:2  | 12:2    | 15:2    |
| 2.  | Futsal Maniacs               | 0:1     |         | 4:3    | 3:1    | 2:4   | 3:0       | 9:3  | 3:1   | 10:3    | 2:2     |
| 3.  | Geneva Futsal                | 3:12    | 5:2     |        | 9:1    | 8:7   | 11:7      | 3:0  | 5:4   | 5:2     | 6:5     |
| 4.  | Mobulu Futsal Uni Bern       | 2:6     | 5:4     | 3:2    |        | 5:3   | 11:7      | 10:1 | 1:1   | 14:0    | 10:2    |
| 5.  | Uni Futsal Team Bulle        | 1:7     | 4:9     | 4:4    | 4:3    |       | 5:9       | 4:3  | 3:1   | 8:3     | 4:2     |
| 6.  | FC Uetendorf                 | 4:11    | 6:9     | 12:15  | 5:4    | 7:6   |           | 7:13 | 6:4   | 7:9     | 10:5    |
| 7.  | FC Wil 1900 Futsal           | 6:6     | 1:4     | 11:2   | 4:2    | 4:6   | 5:9       |      | 7:10  | 8:8     | 5:6     |
| 8.  | Union 7 Futsal Club Zürich   | 3:8     | 4:11    | 7:10   | 3:3    | 7:4   | 9:7       | 5:5  |       | 7:9     | 3:0     |
| 9.  | Friends United               | 2:12    | 2:6     | 8:7    | 4:7    | 4:5   | 15:10     | 6:9  | 5:7   |         | 7:4     |
| 10. | Futsal Team Fribourg Old Fox | 6:7     | 2:6     | 8:12   | 3:3    | 9:7   | 5:9       | 5:11 | 9:4   | 9:2     |         |

### Barragespiele SFPL-SFSL

#### Barrage Hinspiel
| Datum    | Zeit  | Heimteam       | Gastteam      | Resultat |
| -------- | ----- | -------------- | ------------- | -------- |
| 13.03.22 | 16:00 | Friends United | AS Charmilles | 10:5     |

#### Barrage Rückspiel
| Datum    | Zeit  | Heimteam      | Gastteam       | Resultat |
| -------- | ----- | ------------- | -------------- | -------- |
| 20.03.22 | 15:00 | AS Charmilles | Friends United | 11:12    |

### Playoffs Swiss Futsal Premier League

#### Viertelfinals 1. Runde
| Datum    | Zeit  | Heimteam                   | Gastteam               | Resultat   | Serie |
| -------- | ----- | -------------------------- | ---------------------- | ---------- | ----- |
| 26.02.22 | 17:00 | Union 7 Futsal Club Zürich | Futsal Minerva (M)     | 2:6        | 0-1   |
| 26.02.22 | 19:00 | Uni Futsal Team Bulle      | Mobulu Futsal Uni Bern | 8:12 n. V. | 0-1   |
| 27.02.22 | 15:00 | FC Wil 1900 Futsal         | Futsal Maniacs         | 9:4        | 1-0   |
| 27.02.22 | 16:00 | FC Uetendorf               | Geneva Futsal          | 2:8        | 0-1   |

#### Viertelfinals 2. Runde
| Datum    | Zeit  | Heimteam               | Gastteam                   | Resultat | Serie |
| -------- | ----- | ---------------------- | -------------------------- | -------- | ----- |
| 05.03.22 | 18:15 | Futsal Maniacs         | FC Wil 1900 Futsal         | 9:3      | 1-1   |
| 06.03.22 | 13:30 | Futsal Minerva (M)     | Union 7 Futsal Club Zürich | 9:0      | 2-0   |
| 06.03.22 | 15:00 | Mobulu Futsal Uni Bern | Uni Futsal Team Bulle      | 1:6      | 1-1   |
| 06.03.22 | 17:00 | Geneva Futsal          | FC Uetendorf               | 8:5      | 2-0   |

#### Viertelfinals 3. Runde
| Datum    | Zeit  | Heimteam               | Gastteam              | Resultat | Serie |
| -------- | ----- | ---------------------- | --------------------- | -------- | ----- |
| 12.03.22 | 18:15 | Futsal Maniacs         | FC Wil 1900 Futsal    | 4:2      | 2-1   |
| 12.03.22 | 19:00 | Mobulu Futsal Uni Bern | Uni Futsal Team Bulle | 4:0      | 2-1   |

#### Halbfinals 1. Runde
| Datum    | Zeit  | Heimteam           | Gastteam               | Resultat | Serie |
| -------- | ----- | ------------------ | ---------------------- | -------- | ----- |
| 19.03.22 | 20:15 | Futsal Maniacs     | Geneva Futsal          | 2:3      | 0-1   |
| 20.03.22 | 13:30 | Futsal Minerva (M) | Mobulu Futsal Uni Bern | 5:1      | 1-0   |

#### Halbfinals 2. Runde
| Datum    | Zeit  | Heimteam               | Gastteam           | Resultat | Serie |
| -------- | ----- | ---------------------- | ------------------ | -------- | ----- |
| 26.03.22 | 19:00 | Mobulu Futsal Uni Bern | Futsal Minerva (M) | 1:6      | 0-2   |
| 27.03.22 | 17:00 | Geneva Futsal          | Futsal Maniacs     | 0:3      | 1-1   |

#### Halbfinals 3. Runde
| Datum    | Zeit  | Heimteam       | Gastteam      | Resultat | Serie |
| -------- | ----- | -------------- | ------------- | -------- | ----- |
| 24.04.22 | 17:00 | Futsal Maniacs | Geneva Futsal | 2:3      | 1-2   |

#### Final 1. Runde
| Datum    | Zeit  | Heimteam           | Gastteam      | Resultat | Serie |
| -------- | ----- | ------------------ | ------------- | -------- | ----- |
| 30.04.22 | 18:30 | Futsal Minerva (M) | Geneva Futsal | 9:1      | 1-0   |

#### Final 2. Runde
| Datum    | Zeit  | Heimteam      | Gastteam           | Resultat | Serie |
| -------- | ----- | ------------- | ------------------ | -------- | ----- |
| 08.05.22 | 17:00 | Geneva Futsal | Futsal Minerva (M) | 1:3      | 0-2   |